# Franco Evangelisti
Franco Evangelisti (* 21. Januar 1926 in Rom; † 28. Januar 1980 ebenda) war ein italienischer Komponist, Improvisationsmusiker und Musiktheoretiker.

## Leben und Werk
Evangelisti studierte Komposition bei Daniele Paris in Rom und bei Harald Genzmer an der Hochschule für Musik Freiburg; er nahm zwischen 1952 und 1960 regelmäßig an den Internationalen Ferienkurse für Neue Musik Darmstadt teil. Auf Einladung von Herbert Eimert arbeitete er 1956 im Studio für elektronische Musik des WDR in Köln. Hermann Scherchen lud ihn 1957 ins Studio of Experimental Electroacoustics der UNESCO in Gravesano ein. 1958 weihte er gemeinsam mit Karlheinz Stockhausen und Luigi Nono das Experimentalstudio des Polnischen Rundfunks in Warschau ein, wo er im folgenden Jahr Seminare über elektronische Musik abhielt. Gemeinsam mit Francesco Pennisi und Aldo Clementi gründete er 1960 in Rom die Vereinigung Nuova Consonanza, die Konzerte und Festivals organisierte.
Als radikaler Anhänger des Serialismus stand er zunehmend dem von ihm als restaurativ bewerteten postseriellen Komponieren mit Skepsis gegenüber. Er entschloss sich daher 1962, die Kompositionstätigkeit zugunsten einer eher wissenschaftlichen Arbeit an einem System der „syntaktischen und klanglichen Neugestaltung“ aufzugeben. 1964 gründete er zudem mit Ennio Morricone und anderen Komponisten das Improvisationsensemble Gruppo di Improvvisazione Nuova Consonanza. Nach einem Arbeitsaufenthalt in Berlin wurde er an die Accademia Nazionale di Santa Cecilia in Rom als Dozent berufen.
Evangelistis Werk als Komponist umfasst, wenn von den Kollektivimprovisationen abgesehen wird, nur etwas mehr als ein Dutzend Kompositionen. Obgleich seine Musik in ihrer eindringlichen, nervös und doch geheimnisvoll wirkenden Klanglichkeit, sowie in der – besonders für die Musiktheaterkomposition Die Schachtel (1962-63) sowie die daraus stammenden Cinque strutture – ausgreifenden Verwendung elektronischer Einspielungen nichts von ihrer künstlerischen Aktualität eingebüßt hat, war sie bis vor wenigen Jahren im Konzertleben kaum präsent, wird jedoch derzeit wiederentdeckt und aufgeführt.

## Kompositionen
- Quattro fattoriale (4!), piccoli pezzi per violino e pianoforte (1954-1955)
- Ordini, strutture variate per 16 strumenti (1955)
- Proiezioni sonore, strutture per pianoforte, (1955-1956)
- Incontri di fasce sonore, composizione elettronica (1956-1957)
- Proporzioni, strutture per flauto solo (1958)
- Aleatorio, per quartetto d’archi (1959)
- Spazio a 5 per 4 gruppi di percussione, voci e accorgimenti elettronici(1959-1961)
- Random or not Random, appunti degli anni 1957-1962 per orchestra(1962)
- Campi integrati n.2, giuoco per 9 strumenti (1959-1979)
- Die Schachtel, azione mimoscenica per mimi, proiezioni, orchestra da camera su soggetto di Franco Nonnis (1962-1963)

## Theoretische Schriften (Auswahl)
- Verso una composizione elettronica. Rapporto tra mezzi e individuo nel suo tempo. In: Ordini. Studi sulla nuova musica, 1(1959), n. 1, S. 48–53.
- Espacio para la musica. Espacio y musica. Espacio en la musica. Espacio es musica. In: Acento cultural, Madrid, III (1961), n. 14 supp. 35-36, S. 47–56.
- Für eine neue Form der elektronischen Komposition. In Giulio Carlo Argan u. a., Römische Reden. Zehn Jahre Deutsche Bibliothek Rom/Goethe-Institut 1955–1965, München, 1965, S. 114–116.
- Applicazione di elettroacustica. Musica elettronica aleatoria. In: Duemila, Il (1966), n. 6, S. 77–79.
- Komponisten improvisieren als Kollektiv. In: Melos, XXXIII (1966), S. 86–88.
- Der musikalische Futurismus. In: Otto Kolleritsch Studien zur Wertungsforschung, Band 8.  Graz 1976, S. 114–120, ISBN 3-7024-0117-2.
- Dal silenzio a un nuovo mondo sonoro (1979), Semar, Rom 1991. Deutsche Übersetzung als Vom Schweigen zu einer neuen Klangwelt in: Musik-Konzepte 43/44 Franco Evangelisti, herausgegeben von Heinz-Klaus Metzger und Rainer Riehn, Edition text + kritik, München 1985, S. 40–168.

## Diskographie
- Incontri di fasce sonore, frammento su disco, con la conferenza di Hans Wilhelm Kulenkampff Wo steht die zeitgenössische Musik? (A che punto è la musica contemporanea?), Bärenreiter Musicaphon BM 30 LK 1841/42.
- Proporzioni, mit Severino Gazzelloni, Flöte. Testo di copertina di David Berman, Mainstream Ms/50 14.
- Die Schachtel, Solisten der Kammeroper von München unter Eberhard Schoener, Bayerischer Rundfunk DGG Avantgarde 2561 106.
- Franco Evangelisti: Proiezioni sonore; Incontri di fasce sonore; Aleatorio; Spazio a 5; Random or not Random; Cinque strutture; Proporzioni; Quattro fattoriale; Ordini; Campi integrati n. 2; Die Schachel. Diverse Interpreten.- edition RZ CD ed. RZ 1011-12

### Mit der Gruppo di Improvvisazione Nuova Consonanza
- Doo Avantgarde 137007, (1969)
- RcA Italiana MLDS 20243 (1970)
- General Music D ZSLGE 55491, (1973)
- Cinevox Record Sc 33/44 Sc 14, (1975)
- Cramps Records (Nova Musicha n. 9) CRSLP 6109, (1976)
- The feed-hack, RCA Italiana P5L 10466, (1977)
- Gruppo di Improvvisazione Nuova Consonanza. ed. RZ 1009 (1992, mit Live-Mitschnitten aus den Jahren 1967-75)